# اولی بین برابرها
«اولی بین برابرها» (به لاتین: Primus inter pares) جمله‌ای است از زبان آگوستوس رومی که می‌خواست موقعیت خودرا بین دولت مردان وقت توجیه کند. این جمله امروزه در بخش‌های مدیریت، سازماندهی و غیره به کار گرفته می‌شود. با جمله «اولی بین برابرها» موقعیت یک فرد در گروهی متشکل از افراد برابر به صورت افتخاری یا بخاطر برخی داشته‌های وی توجیه و بالا برده می‌شود. (معاونی بین معاون‌ها، بازیکنی بین بازیکنان، دانش آموزی بین دانش آموزان، پیش آهنگی بین پیش آهنگان، کهنه بازی کن در تیم ورزشی و غیره). اینگونه افراد طبق تعریف‌های علمی رایج از هیچگونه مزایایی در مقایسه با دیگر افراد گروه برخوردار نیستند. اغلب افراد با سن بالاتر از گروه بوده یا اینکه از معروفیت یا محبوبیت ویژه‌ای در گروه یا جامعه برخوردارند. در گروه‌های وابسته به سازمان‌های اداری یا تجاری، همچنین در جوامع و کانون‌های علمی، فرهنگی، ورزشی...  این  افراد را (به‌ویژه در گروه‌هایی با تعداد زوج اعضاء) جای می‌دهند تا در زمان تصمیم گیری یا رای گیری، طبق منافع جامعه، حزب، کارفرما یا سازمان  وارد عمل شده امورات جاری را به‌طور سازنده به خاتمه برسانند.